# جوردین پولتر
جوردین پولتر (انگلیسی: Jordyn Poulter؛ زادهٔ ۳۱ ژوئیهٔ ۱۹۹۷) بازیکن والیبال اهل ایالات متحده آمریکا است.